# Rzut wolny (koszykówka)
Ten artykuł opisuje zagadnienie koszykarskie zgodne z normami FIBA.
Zasady w ligach NBA, NCAA lub innych mogą różnić się od tutaj przedstawionych.
Rzut wolny – rzut oddawany z linii rzutów wolnych, o wartości jednego punktu.

## Sytuacje, w których wykonuje się rzuty wolne

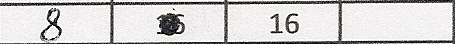
W ten sposób zapisuje się celny rzut wolny w protokole FIBA

Rzuty wolne – w koszykówce okazja zdobycia punktów dla zawodnika, gdy:
- był faulowany w trakcie akcji rzutowej
- drużyna przeciwna popełniła faul techniczny
- drużyna przeciwna popełniła faul dyskwalifikujący
- drużyna popełniła piąty lub kolejny faul.

## Poprawny sposób wykonania rzutów wolnych

### Zawodnik rzucający

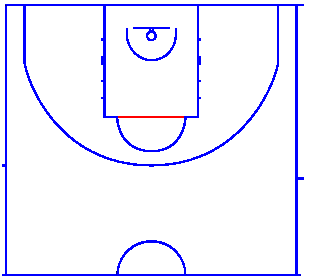
Na czerwono zaznaczona linia rzutów wolnych

Zawodnik musi wykonać rzut do kosza w następujący sposób:
- zawodnik wykonuje rzut stojąc "na linii rzutów wolnych" (w rzeczywistości stoi przed linią rzutów wolnych, gdyż jej nadepnięcie lub przekroczenie uznawane jest jako błąd przejścia; zawodnik rzucający może przekroczyć linię rzutów wolnych, dopiero gdy jest to ostatni rzut, a piłka dotknęła już obręczy kosza)
- nie może wykonać zwodu sugerującego wykonanie rzutu
- nie może wykorzystać więcej niż 5 sekund na wykonanie rzutu.

### Pozostali zawodnicy

#### Pod koszem

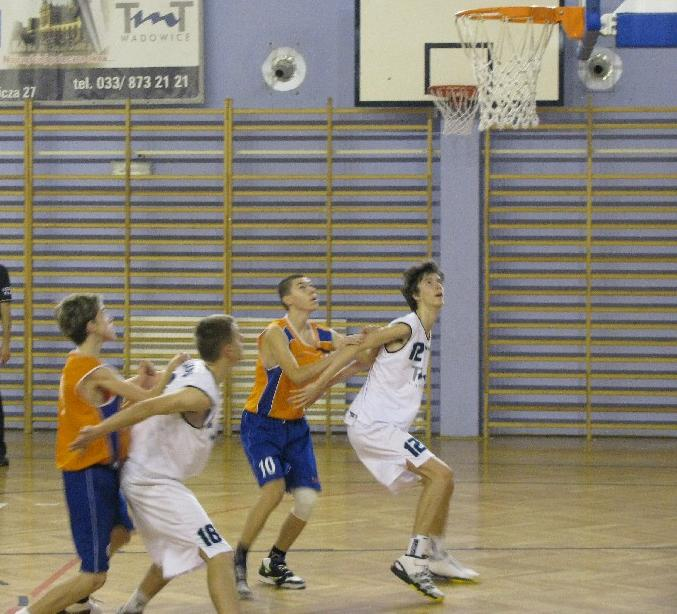
Przykład zastawienia przeciwnika pod koszem podczas rzutów wolnych

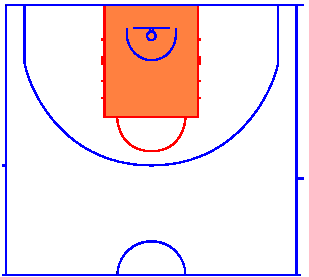
Pole 3 sekund

Zawodnicy muszą ustawić się w taki sposób przy liniach bocznych ograniczających "pole 3 sekund", że:
- dwaj zawodnicy obrony ustawiają się bliżej kosza
- dwaj zawodnicy ataku znajdują się w środku
- jeden zawodnik obrony znajduje się w polu bliższym linii rzutów wolnych.

Zadaniem tych zawodników jest zastawienie przeciwnika i zebranie piłki z kosza (patrz: zdjęcie po lewej).

#### Pozostali
Pozostali zawodnicy muszą ustawić się nad linią 6,75, nie stojąc poniżej wyimaginowanej linii, powstałej przez przedłużenie linii rzutów wolnych.

## Liczba rzutów wolnych
W zależności od sytuacji wykonuje się 1, 2 lub 3 rzuty wolne.
- 1 rzut wolny – gdy:
  - zawodnik był faulowany podczas akcji rzutowej i trafił do kosza i został on uznany
  - drużyna przeciwna popełniła faul techniczny (możliwe jest też, że wtedy rzuty wolne wykonuje sam rzucający, a wszyscy pozostali zawodnicy obu drużyn ustawiają się nad linią 6,75)
- 2 rzuty wolne – gdy:
  - zawodnik był faulowany podczas akcji rzutowej i nie trafił do kosza
  - był to piąty, lub kolejny faul drużyny przeciwnej
- 3 rzuty wolne – gdy zawodnik był faulowany podczas akcji rzutowej za 3 punkty i nie trafił do kosza

## Sędziowie
Wyróżniamy rzuty wolne "z grą" i "bez gry". Rzuty "bez gry" są zazwyczaj wtedy, gdy nie jest to ostatni rzut wolny danego zawodnika. Rzut "z grą" to zazwyczaj ostatni rzut, po którym zawodnicy mogą zbierać piłkę z kosza.
Sędzia podający piłkę graczowi rzucającemu powinien poinformować zawodnika, ile ma wykonać rzutów i czy jest to rzut "z grą", czy "bez gry", mówiąc np. dwa rzuty, bez gry. Po wykonanym rzucie ponownie podając piłkę powinien wtedy powiedzieć: jeden rzut, z grą.
Podczas rzutu "bez gry", drugi sędzia powinien stać z rękoma uniesionymi ku górze, z otwartymi dłońmi. Przy rzucie wolnym "z grą" drugi sędzia unosi tylko jedną rękę i wyciąga tylko palec wskazujący ku górze.

## Błędy popełniane podczas rzutów wolnych

### Błędy rzucającego
- przekroczenie linii rzutów wolnych, zanim piłka dotknie obręczy kosza
- wykonywanie rzutu dłużej niż przez 10 sekund
- wykonanie zwodu sugerującego oddanie rzutu wolnego
- rzut był niecelny, a piłka nie dotknęła obręczy kosza

### Błędy pozostałych zawodników
- zajęcie niewłaściwego miejsca
- wejście do obszaru ograniczonego, od momentu otrzymania piłki przez zawodnika rzucającego do wypuszczenia piłki z rąk (podczas wykonania rzutu)
- wejście do strefy neutralnej, od momentu otrzymania piłki przez zawodnika rzucającego do wypuszczenia piłki z rąk (podczas wykonania rzutu)
- opuszczenie swojego miejsca przy obszarze ograniczonym, od momentu otrzymania piłki przez zawodnika rzucającego do wypuszczenia piłki z rąk (podczas wykonania rzutu)
- rozpraszanie zawodnika rzucającego

### Konsekwencje błędów

#### Gdy rzut celny

##### Gdy błąd popełnia rzucający
Gdy rzut jest celny, lecz błąd popełnia zawodnik wykonujący rzut wolny, kosz nie zostaje zaliczony. Piłkę otrzymują przeciwnicy, chyba że są jeszcze inne rzuty do wykonania.

##### Gdy błąd popełnia inny zawodnik
Jeżeli rzut jest celny, a błąd popełnił dowolny inny zawodnik (oprócz rzucającego), to rzut zostaje uznany za celny, a błędy zostają pominięte. Jeśli był to ostatni rzut, piłkę otrzymują przeciwnicy.

#### Gdy rzut niecelny

##### Gdy błąd popełnia drużyna, której zawodnik wykonuje rzut wolny
W sytuacji, w której rzut jest niecelny, a zawodnik z drużyny osoby wykonującej rzut wolny popełnia błąd, piłkę otrzymuje przeciwnik. Wyjątkiem są sytuacje, w których pozostają kolejne rzuty do wykonania, lub drużyna rzucająca posiada prawo do posiadania piłki po oddaniu rzutów wolnych (taka sytuacja ma miejsce np. przy faulu technicznym).

##### Gdy błąd popełnia przeciwnik
W sytuacji rzutu niecelnego i błędu popełnionego przez drużynę przeciwną, wykonujący rzut wolny może powtórzyć swój rzut.

##### Gdy błąd popełnią obie drużyny
Jeśli podczas ostatniego rzutu wolnego błąd popełnia obie drużyny, pojawia się tzw. sytuacja rzutu sędziowskiego.